# Elección para gobernador de Nuevo México de 1998
La elección para gobernador de Nuevo México de 1998 tuvo lugar el 3 de noviembre. En las elecciones generales, Gary Johnson (republicano) fue reelegido gobernador con el 54.53% de los votos contra el 45.47% del candidato demócrata, Marty Chávez.
En su campaña, Johnson prometió continuar las políticas de su primer mandato: mejorar las escuelas; recortar el gasto estatal, los impuestos y la burocracia; y el uso frecuente de su poder de veto y de veto de partidas individuales. Al presentar un candidato hispano fuerte en un estado con un 40% de hispanos, se esperaba que los demócratas derrocaran a Johnson, pero Johnson ganó por un margen de 55% a 45%. Esto lo convirtió en el primer gobernador de Nuevo México en cumplir dos mandatos sucesivos de cuatro años después de que los límites de mandato se ampliaran a dos mandatos en 1991. Johnson hizo de la promoción de un sistema de vales escolares un «tema distintivo» de su segundo mandato.

## Primarias demócratas

### Candidatos
- Marty Chávez, alcalde de Albuquerque
- Gary K. King, representante estatal e hijo del exgobernador Bruce King
- Jerry Apodaca, exgobernador y expresidente del Consejo del Presidente de Aptitud Física y Deportes
- Robert Vigil, auditor estatal
- Reese P. Fullerton, abogada
- Ben Chávez, excandidato para la Cámara de Representantes de Nuevo México

### Resultados
|  | 48.11 % |

|  | 30.36 % |

|  | 9.55 % |

|  | 6.14 % |

|  | 3.40 % |

|  | 36.45 % |

|  | 100 % |

## Resultados
|  | 54.53 % |

|  | 45.47 % |

|  | 100 % |

|  | 65.53 % |